# Backstreet Boys/Auszeichnungen für Musikverkäufe

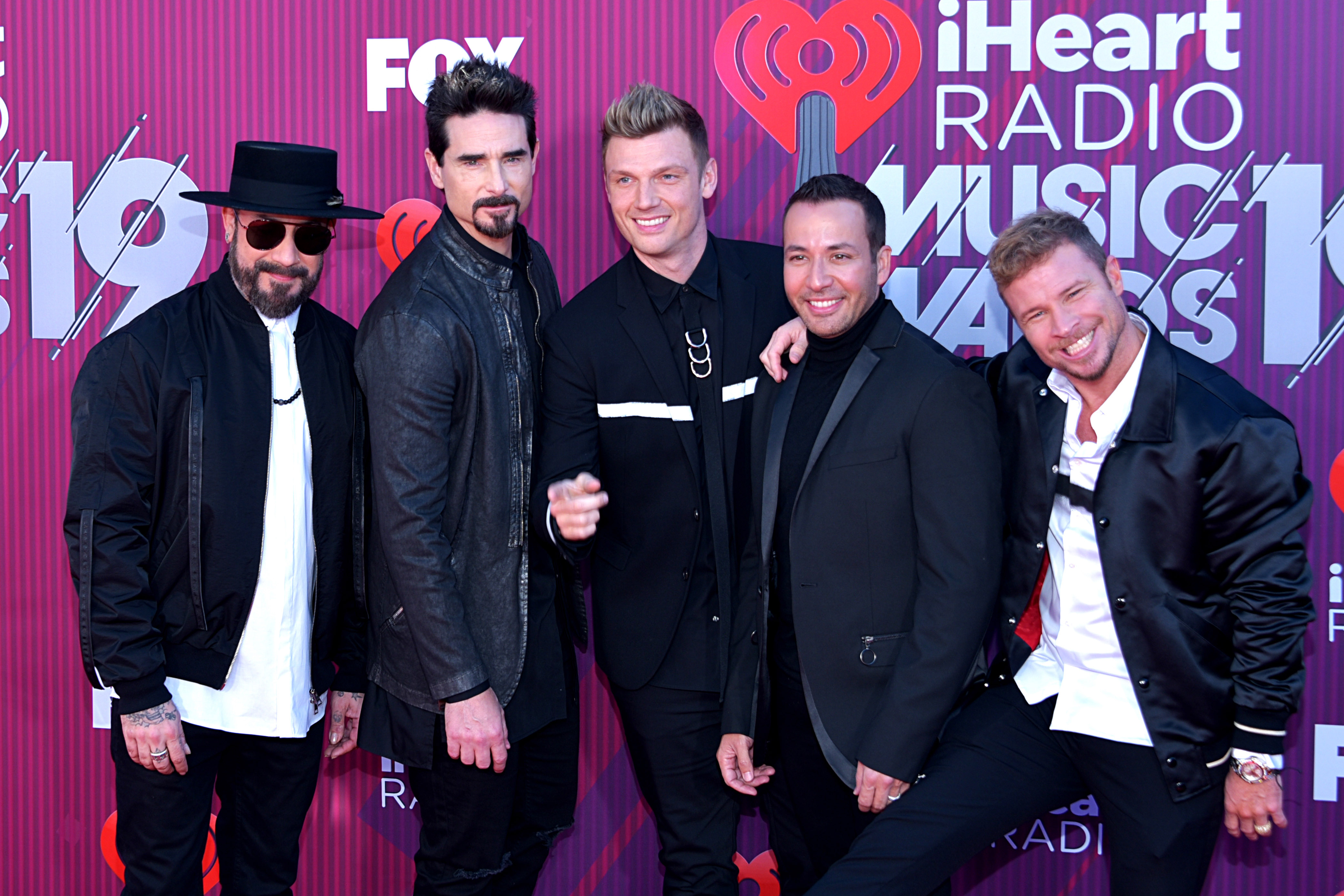
Backstreet Boys (2019)

Dies ist eine Übersicht über die Auszeichnungen für Musikverkäufe der US-amerikanischen Boygroup Backstreet Boys. Die Auszeichnungen finden sich nach ihrer Art (Gold, Platin usw.), nach Staaten getrennt in chronologischer Reihenfolge, geordnet sowie nach den Tonträgern selbst, ebenfalls in chronologischer Reihenfolge, getrennt nach Medium (Alben, Singles usw.), wieder.

## Auszeichnungen
| - Frankreich - 1997: für die Single Everybody (Backstreet’s Back) - Vereinigtes Königreich - 1997: für die Single Quit Playing Games (with My Heart) (Physisch) - 1999: für die Single All I Have to Give - 2000: für die Single Show Me the Meaning of Being Lonely - 2019: für die Single Shape of My Heart - 2023: für das Album The Hits: Chapter One - 2023: für die Single Quit Playing Games (with My Heart) (Digital) - 2024: für das Album This Is Us - Argentinien - 2003: für das Album Greatest Hits: Chapter One - Australien - 1998: für das Videoalbum Backstreet’s Back – Behind the Scenes - 2000: für die Single Show Me the Meaning of Being Lonely - 2018: für die Single Drowning - 2018: für die Single Don’t Go Breaking My Heart - 2020: für das Album The Very Best of - 2020: für die Single Quit Playing Games (With My Heart) - Belgien - 1996: für die Single We’ve Got It Goin’ On - 1997: für die Single Everybody (Backstreet’s Back) - 1997: für die Single As Long as You Love Me - 2000: für das Album Black & Blue - 2001: für das Album Greatest Hits: Chapter One - Brasilien - 2022: für die Single Don’t Go Breaking My Heart - 2022: für die Single Incomplete - 2022: für die Single Inconsolable - 2022: für die Single No Place - 2023: für die Single Drowning - 2023: für die Single Shape of My Heart - 2023: für die Single Show Me the Meaning of Being Lonely - Dänemark - 2001: für die Single More Than That - 2001: für das Album Greatest Hits: Chapter One - 2001: für die Single Drowning - 2014: für das Streaming I Want It That Way - 2020: für die Single As Long as You Love Me - 2022: für das Lied Christmas Time - 2024: für die Single Quit Playing Games (with My Heart) - 2025: für die Single Show Me the Meaning of Being Lonely - 2025: für die Single Shape of My Heart (Digital) - Deutschland - 1996: für die Single We’ve Got It Goin’ On - 1996: für die Single I’ll Never Break Your Heart - 1996: für die Single Get Down (You’re the One for Me) - 1997: für die Single Anywhere for You - 2000: für die Single Show Me the Meaning of Being Lonely - 2000: für die Single Shape of My Heart - 2001: für das Album Greatest Hits: Chapter One - 2005: für das Album Never Gone - Finnland - 1996: für das Album Backstreet Boys - 2000: für das Album Black & Blue - Frankreich - 1998: für das Album Backstreet Boys - 1998: für das Album Backstreet’s Back - Irland - 2005: für das Album Never Gone - Italien - 2023: für die Single Everybody (Backstreet’s Back) - Japan - 1997: für das Album Backstreet Boys - 1997: für das Album Backstreet’s Back - 2006: für das Videoalbum The Greatest Video Hits: Chapter One - 2008: für die Single Inconsolable (Mobile Downloads) - 2013: für die Single Shape of My Heart (Mobile Downloads) - 2014: für das Album In a World Like This - 2023: für das Streaming I Want It That Way - Kanada - 2007: für das Album Unbreakable - 2019: für die Single Don’t Go Breaking My Heart - 2020: für die Single Chances - 2020: für die Single No Place - 2024: für die Single The One - Kolumbien - 1999: für das Album Millennium - 2020: für das Album DNA - Mexiko - 1999: für das Album Backstreet Boys - 2005: für das Album Never Gone - Neuseeland - 1999: für die Single All I Have to Give - 1999: für die Single Larger Than Life - 2002: für das Album Greatest Hits: Chapter One - 2025: für das Album The Very Best of - Niederlande - 1997: für die Single As Long as You Love Me - 1999: für die Single I Want It That Way - 2000: für die Single Show Me the Meaning of Being Lonely - Norwegen - 2000: für die Single Shape of My Heart - 2001: für das Album Black & Blue - 2001: für die Single Drowning - Österreich - 1996: für die Single We’ve Got It Goin’ On - 1999: für die Single I Want It That Way - 1999: für die Single Quit Playing Games (With My Heart) - 1999: für das Album Millennium - 2000: für das Album Black & Blue - 2001: für das Album Greatest Hits: Chapter One - Polen - 1999: für die Single Quit Playing Games (With My Heart) - 1999: für das Album Millennium - Portugal - 2005: für das Album Never Gone - Russland - 2005: für das Album Never Gone - 2007: für das Album Unbreakable - Schweden - 1997: für die Single Everybody (Backstreet’s Back) - 1998: für die Single All I Have to Give - 1999: für die Single Larger Than Life - 2001: für das Album Greatest Hits: Chapter One - Schweiz - 1999: für die Single I Want It That Way - 2001: für das Album Greatest Hits: Chapter One - 2005: für das Album Never Gone - Spanien - 2001: für das Album Greatest Hits: Chapter One - 2005: für das Album Never Gone - 2024: für die Single As Long as You Love Me - Vereinigte Staaten - 2005: für die Single Incomplete - Vereinigtes Königreich - 1996: für das Album Backstreet Boys - 2000: für das Album Black & Blue - 2005: für das Album Never Gone - 2013: für das Videoalbum The Greatest Video Hits: Chapter One - 2013: für das Videoalbum Live in Concert - 2013: für das Videoalbum Backstreet Boys - 2017: für das Album The Very Best of - 2023: für das Album NKOTBSB - 2025: für die Single Larger Than Life | - Argentinien - 2000: für das Album Black & Blue - Australien - 1998: für die Single All I Have to Give - 1998: für das Album Backstreet Boys - 2000: für das Album Black & Blue - 2000: für die Single Shape of My Heart - 2018: für die Single I’ll Never Break Your Heart - 2020: für das Album Greatest Hits: Chapter One - 2020: für das Album Never Gone - Belgien - 1997: für das Album Backstreet Boys - 1999: für die Single I Want It That Way - Brasilien - 1999: für das Album Backstreet Boys - 2000: für das Album Black & Blue - 2001: für das Album Greatest Hits: Chapter One - 2022: für die Single As Long as You Love Me - 2022: für die Single Everybody (Backstreet’s Back) - Chile - 1999: für das Album Millennium - Dänemark - 1999: für das Album Millennium - 2001: für die Single Shape of My Heart (Physisch) - 2001: für die Single The Call - 2001: für das Album Black & Blue - 2023: für die Single Everybody (Backstreet’s Back) - Deutschland - 1996: für die Single Quit Playing Games (With My Heart) - 1996: für das Album Backstreet Boys (BMG Mü) - 1997: für das Album Backstreet Boys (Rough Trade) - 1998: für das Videoalbum Backstreet’s Back – Behind the Scenes - 1998: für das Videoalbum Backstreet Boys Live In Concert - 1998: für die Single As Long as You Love Me - 2022: für die Single Everybody (Backstreet’s Back) - Europa - 2002: für das Album Greatest Hits: Chapter One - Finnland - 1998: für das Album Backstreet’s Back - 2000: für das Album Millennium - Hongkong - 1997: für das Album Backstreet Boys - 1997: für das Album Backstreet’s Back - 1999: für das Album Millennium - Indien - 1999: für das Album Millennium - Italien - 1999: für das Album Millennium - 2021: für die Single I Want It That Way - Japan - 2007: für das Album Unbreakable - 2009: für das Album This Is Us - 2014: für die Single Straight Through My Heart (Digital) - Kanada - 2005: für das Album Never Gone - 2020: für das Album DNA - 2024: für die Single Show Me the Meaning of Being Lonely - 2024: für die Single Larger Than Life - Malaysia - 1999: für das Album Millennium - Neuseeland - 1998: für das Album Backstreet Boys - 1998: für das Album Backstreet’s Back - 1998: für die Single As Long as You Love Me - 2001: für das Album Black & Blue - 2001: für die Single Shape of My Heart - Niederlande - 2000: für das Album Black & Blue - Norwegen - 1998: für das Album Backstreet Boys - 2000: für das Album Millennium - Österreich - 1997: für das Album Backstreet’s Back - Philippinen - 1999: für das Album Millennium - Polen - 1996: für das Album Backstreet Boys - 1997: für das Album Backstreet’s Back - Portugal - 1999: für das Album Millennium - 2000: für das Album Black & Blue - 2022: für die Single I Want It That Way - Schweden - 1997: für das Album Backstreet Boys - 1998: für die Single As Long as You Love Me - 1999: für das Album Millennium - 2000: für die Single Show Me the Meaning of Being Lonely - 2000: für die Single Shape of My Heart - 2000: für das Album Black & Blue - Schweiz - 2000: für das Album Black & Blue - Singapur - 1999: für das Album Millennium - Spanien - 2024: für die Single Everybody (Backstreet’s Back) - Thailand - 1999: für das Album Millennium - Uruguay - 1999: für das Album Millennium - 2001: für das Album Black & Blue - Venezuela - 1999: für das Album Millennium - Vereinigte Staaten - 1997: für die Single Quit Playing Games (With My Heart) - 1998: für die Single Everybody (Backstreet’s Back) - 1999: für die Single All I Have to Give - 2001: für das Videoalbum Around the World - 2001: für das Videoalbum The Hits - 2002: für das Album Greatest Hits: Chapter One - 2005: für das Album Never Gone - Vereinigtes Königreich - 1999: für das Album Millennium - 2013: für das Videoalbum Backstreet's Back – Behind the Scenes - 2013: für das Videoalbum A Night Out with the Backstreet Boys - 2017: für die Single As Long as You Love Me - Deutschland - 2000: für das Album Millennium - 2000: für das Album Black & Blue - 2024: für die Single I Want It That Way - Mexiko - 1998: für das Album Backstreet’s Back | - Australien - 2020: für die Single Incomplete - 2020: für die Single Larger Than Life - Belgien - 1998: für das Album Backstreet’s Back - 1999: für das Album Millennium - Brasilien - 1999: für das Album Backstreet’s Back - 1999: für das Album Millennium - 2022: für die Single I Want It That Way - Deutschland - 1997: für das Album Backstreet’s Back - Europa - 1999: für das Album Millennium - Japan - 2005: für das Album Never Gone - 2014: für die Single I Want It That Way (Digital) - Mexiko - 2000: für das Album Black & Blue - Neuseeland - 2024: für die Single Everybody (Backstreet’s Back) - Niederlande - 1997: für das Album Backstreet’s Back - 1997: für das Album Backstreet Boys - 2000: für das Album Millennium - Schweden - 1998: für das Album Backstreet’s Back - 1999: für die Single I Want It That Way - Schweiz - 1997: für das Album Backstreet’s Back - 2000: für das Album Millennium - Spanien - 2001: für das Album Black & Blue - 2025: für die Single I Want It That Way - Südafrika - 2002: für das Album Greatest Hits: Chapter One - Vereinigte Staaten - 2019: für die Single God, Your Mama, and Me - Vereinigtes Königreich - 1998: für das Album Backstreet’s Back - 2023: für die Single Everybody (Backstreet’s Back) - 2024: für das Album Greatest Hits: Chapter One - Argentinien - 1997: für das Album Backstreet Boys - 1999: für das Album Millennium - Australien - 1999: für das Album Millennium - 2018: für die Single As Long as You Love Me - Dänemark - 2024: für die Single I Want It That Way - Europa - 1997: für das Album Backstreet Boys - Japan - 2008: für den Ringtone I Want It That Way - 2001: für das Album Black & Blue - Neuseeland - 2000: für das Album Millennium - Österreich - 1998: für das Album Backstreet Boys - Schweiz - 1997: für das Album Backstreet Boys - Vereinigte Staaten - 1999: für das Videoalbum A Night Out with the Backstreet Boys - 1999: für das Videoalbum Homecoming – Live in Orlando - 2019: für die Single I Want It That Way - Vereinigtes Königreich - 2023: für die Single I Want It That Way - Australien - 2020: für die Single Everybody (Backstreet’s Back) - Deutschland - 1996: für das Videoalbum The Video - Italien - 1998: für das Album Backstreet’s Back - Japan - 1999: für das Album Millennium - Spanien - 1997: für das Album Backstreet Boys - 1999: für das Album Millennium - Südkorea - 2001: für das Album Millennium - Mexiko - 1999: für das Album Millennium - Argentinien - 1997: für das Album Backstreet’s Back - Australien - 2020: für die Single I Want It That Way - Europa - 1998: für das Album Backstreet’s Back - Neuseeland - 2025: für die Single I Want It That Way - Australien - 2020: für das Album Backstreet’s Back - Dänemark - 2021: für das Album Backstreet’s Back - Vereinigte Staaten - 1999: für das Videoalbum All Access Video - Spanien - 1998: für das Album Backstreet’s Back - Vereinigte Staaten - 2000: für das Album Black & Blue - Kanada - 2024: für die Single I Want It That Way - Vereinigte Staaten - 2001: für das Album Millennium - Vereinigte Staaten - 2001: für das Album Backstreet Boys - Japan - 2001: für das Album Greatest Hits: Chapter One - Kanada - 1997: für das Videoalbum Backstreet Boys Live In Concert - 1998: für das Album Backstreet Boys - 1996: für das Videoalbum Making Of - 1998: für das Album Backstreet’s Back - 1999: für das Album Millennium - Kanada - 1999: für das Videoalbum The Video |

## Auszeichnungen nach Alben

### Backstreet Boys
| Land/Region                  | Auszeichnungen für Musikverkäufe (Land/Region, Auszeichnung, Verkäufe) | Verkäufe  |
| ---------------------------- | ---------------------------------------------------------------------- | --------- |
| Argentinien (CAPIF)          | 3× Platin                                                              | 180.000   |
| Australien (ARIA)            | Platin                                                                 | 70.000    |
| Belgien (BRMA)               | Platin                                                                 | (50.000)  |
| Brasilien (PMB)              | Platin                                                                 | 250.000   |
| Deutschland (BVMI)           | Platin (Rough Trade) · + Platin (BMG Mü)                               | 1.000.000 |
| Europa (IFPI)                | 3× Platin                                                              | 3.000.000 |
| Finnland (IFPI)              | Gold                                                                   | (21.930)  |
| Frankreich (SNEP)            | Gold                                                                   | (100.000) |
| Hongkong (IFPI/HKRIA)        | Platin                                                                 | 20.000    |
| Japan (RIAJ)                 | Gold                                                                   | 100.000   |
| Kanada (MC)                  | Diamant                                                                | 1.048.000 |
| Mexiko (AMPROFON)            | Gold                                                                   | 100.000   |
| Neuseeland (RMNZ)            | Platin                                                                 | 15.000    |
| Niederlande (NVPI)           | 2× Platin                                                              | (200.000) |
| Norwegen (IFPI)              | Platin                                                                 | (50.000)  |
| Österreich (IFPI)            | 3× Platin                                                              | (150.000) |
| Polen (ZPAV)                 | Platin                                                                 | (100.000) |
| Schweden (IFPI)              | Platin                                                                 | (100.000) |
| Schweiz (IFPI)               | 3× Platin                                                              | (150.000) |
| Spanien (Promusicae)         | 4× Platin                                                              | (400.000) |
| Vereinigtes Königreich (BPI) | Gold                                                                   | (100.000) |
| Insgesamt                    | 5× Gold · 28× Platin · 1× Diamant ·                                    | 4.783.000 |

### Backstreet’s Back
| Land/Region                  | Auszeichnungen für Musikverkäufe (Land/Region, Auszeichnung, Verkäufe) | Verkäufe    |
| ---------------------------- | ---------------------------------------------------------------------- | ----------- |
| Argentinien (CAPIF)          | 5× Platin                                                              | 300.000     |
| Australien (ARIA)            | 6× Platin                                                              | 420.000     |
| Belgien (BRMA)               | 2× Platin                                                              | (100.000)   |
| Brasilien (PMB)              | 2× Platin                                                              | 500.000     |
| Dänemark (IFPI)              | 6× Platin                                                              | (120.000)   |
| Deutschland (BVMI)           | 2× Platin                                                              | (1.000.000) |
| Europa (IFPI)                | 5× Platin                                                              | 5.000.000   |
| Finnland (IFPI)              | Platin                                                                 | (49.334)    |
| Frankreich (SNEP)            | Gold                                                                   | (100.000)   |
| Hongkong (IFPI/HKRIA)        | Platin                                                                 | 20.000      |
| Italien (FIMI)               | 4× Platin                                                              | (400.000)   |
| Japan (RIAJ)                 | Gold                                                                   | 100.000     |
| Kanada (MC)                  | Diamant                                                                | 1.048.000   |
| Mexiko (AMPROFON)            | 3× Gold                                                                | 350.000     |
| Neuseeland (RMNZ)            | Platin                                                                 | 15.000      |
| Niederlande (NVPI)           | 2× Platin                                                              | (200.000)   |
| Österreich (IFPI)            | Platin                                                                 | (50.000)    |
| Polen (ZPAV)                 | Platin                                                                 | (100.000)   |
| Schweden (IFPI)              | 2× Platin                                                              | (160.000)   |
| Schweiz (IFPI)               | 2× Platin                                                              | (80.000)    |
| Spanien (Promusicae)         | 8× Platin                                                              | (800.000)   |
| Vereinigtes Königreich (BPI) | 2× Platin                                                              | (700.000)   |
| Insgesamt                    | 3× Gold · 54× Platin · 1× Diamant ·                                    | 7.753.000   |

### Backstreet Boys (US-Version)
| Land/Region               | Auszeichnungen für Musikverkäufe (Land/Region, Auszeichnung, Verkäufe) | Verkäufe   |
| ------------------------- | ---------------------------------------------------------------------- | ---------- |
| Vereinigte Staaten (RIAA) | 14× Platin                                                             | 14.000.000 |
| Insgesamt                 | 4× Platin · 1× Diamant ·                                               | 14.000.000 |

### Millennium
| Land/Region                  | Auszeichnungen für Musikverkäufe (Land/Region, Auszeichnung, Verkäufe) | Verkäufe    |
| ---------------------------- | ---------------------------------------------------------------------- | ----------- |
| Argentinien (CAPIF)          | 3× Platin                                                              | 180.000     |
| Australien (ARIA)            | 3× Platin                                                              | 210.000     |
| Belgien (BRMA)               | 2× Platin                                                              | 100.000     |
| Brasilien (PMB)              | 2× Platin                                                              | 500.000     |
| Chile (IFPI)                 | Platin                                                                 | 50.000      |
| Dänemark (IFPI)              | Platin                                                                 | 50.000      |
| Deutschland (BVMI)           | 3× Gold                                                                | 750.000     |
| Europa (IFPI)                | 2× Platin                                                              | (2.000.000) |
| Finnland (IFPI)              | Platin                                                                 | 42.525      |
| Indien (IMI)                 | Platin                                                                 | 50.000      |
| Hongkong (IFPI/HKRIA)        | Platin                                                                 | 20.000      |
| Italien (FIMI)               | Platin                                                                 | 100.000     |
| Japan (RIAJ)                 | 4× Platin                                                              | 800.000     |
| Kanada (MC)                  | Diamant                                                                | 1.073.000   |
| Kolumbien (ASINCOL)          | Gold                                                                   | 30.000      |
| Malaysia (RIM)               | Platin                                                                 | 50.000      |
| Mexiko (AMPROFON)            | 9× Gold                                                                | 675.000     |
| Neuseeland (RMNZ)            | 3× Platin                                                              | 45.000      |
| Niederlande (NVPI)           | 2× Platin                                                              | 160.000     |
| Norwegen (IFPI)              | Platin                                                                 | 50.000      |
| Österreich (IFPI)            | Gold                                                                   | 25.000      |
| Philippinen (PARI)           | Platin                                                                 | 40.000      |
| Polen (ZPAV)                 | Gold                                                                   | 50.000      |
| Portugal (AFP)               | Platin                                                                 | 40.000      |
| Schweden (IFPI)              | Platin                                                                 | 80.000      |
| Schweiz (IFPI)               | 2× Platin                                                              | 100.000     |
| Singapur (RIAS)              | Platin                                                                 | 15.000      |
| Spanien (Promusicae)         | 4× Platin                                                              | 400.000     |
| Südkorea (KMCA)              | 4× Platin                                                              | 250.000     |
| Thailand (TECA)              | Platin                                                                 | 130.000     |
| Uruguay (CUD)                | Platin                                                                 | 6.000       |
| Venezuela (APFV)             | Platin                                                                 | 20.000      |
| Vereinigte Staaten (RIAA)    | 13× Platin                                                             | 13.812.000  |
| Vereinigtes Königreich (BPI) | Platin                                                                 | 300.000     |
| Insgesamt                    | 5× Gold · 55× Platin · 2× Diamant ·                                    | 20.261.000  |

### Black & Blue
| Land/Region                  | Auszeichnungen für Musikverkäufe (Land/Region, Auszeichnung, Verkäufe) | Verkäufe   |
| ---------------------------- | ---------------------------------------------------------------------- | ---------- |
| Argentinien (CAPIF)          | Platin                                                                 | 60.000     |
| Australien (ARIA)            | Platin                                                                 | 70.000     |
| Belgien (BRMA)               | Gold                                                                   | 25.000     |
| Brasilien (PMB)              | Platin                                                                 | 250.000    |
| Dänemark (IFPI)              | Platin                                                                 | 50.000     |
| Deutschland (BVMI)           | 3× Gold                                                                | 450.000    |
| Finnland (IFPI)              | Gold                                                                   | 26.601     |
| Japan (RIAJ)                 | 3× Platin                                                              | 600.000    |
| Kanada (MC)                  | Diamant                                                                | 1.000.000  |
| Mexiko (AMPROFON)            | 2× Platin                                                              | 300.000    |
| Neuseeland (RMNZ)            | Platin                                                                 | 15.000     |
| Niederlande (NVPI)           | Platin                                                                 | 80.000     |
| Norwegen (IFPI)              | Gold                                                                   | 25.000     |
| Österreich (IFPI)            | Gold                                                                   | 25.000     |
| Portugal (AFP)               | Platin                                                                 | 40.000     |
| Schweden (IFPI)              | Platin                                                                 | 80.000     |
| Schweiz (IFPI)               | Platin                                                                 | 50.000     |
| Spanien (Promusicae)         | 2× Platin                                                              | 200.000    |
| Uruguay (CUD)                | Platin                                                                 | 6.000      |
| Vereinigte Staaten (RIAA)    | 8× Platin                                                              | 8.000.000  |
| Vereinigtes Königreich (BPI) | Gold                                                                   | 100.000    |
| Insgesamt                    | 6× Gold · 25× Platin · 1× Diamant ·                                    | 11.392.000 |

### Greatest Hits: Chapter One
| Land/Region                  | Auszeichnungen für Musikverkäufe (Land/Region, Auszeichnung, Verkäufe) | Verkäufe  |
| ---------------------------- | ---------------------------------------------------------------------- | --------- |
| Argentinien (CAPIF)          | Gold                                                                   | 20.000    |
| Australien (ARIA)            | Platin                                                                 | 70.000    |
| Belgien (BRMA)               | Gold                                                                   | (25.000)  |
| Brasilien (PMB)              | Platin                                                                 | 125.000   |
| Dänemark (IFPI)              | Gold                                                                   | (25.000)  |
| Deutschland (BVMI)           | Gold                                                                   | (150.000) |
| Europa (IFPI)                | Platin                                                                 | 1.000.000 |
| Japan (RIAJ)                 | Diamant                                                                | 1.000.000 |
| Neuseeland (RMNZ)            | Gold                                                                   | 7.500     |
| Österreich (IFPI)            | Gold                                                                   | (20.000)  |
| Schweden (IFPI)              | Gold                                                                   | (40.000)  |
| Schweiz (IFPI)               | Gold                                                                   | (20.000)  |
| Spanien (Promusicae)         | Gold                                                                   | (50.000)  |
| Südafrika (RISA)             | 2× Platin                                                              | 100.000   |
| Vereinigte Staaten (RIAA)    | Platin                                                                 | 1.000.000 |
| Vereinigtes Königreich (BPI) | 2× Platin (Greatest Hits) · + Silber (The Hits)                        | (660.000) |
| Insgesamt                    | 1× Silber · 9× Gold · 8× Platin · 1× Diamant ·                         | 3.382.500 |

### Never Gone
| Land/Region                  | Auszeichnungen für Musikverkäufe (Land/Region, Auszeichnung, Verkäufe) | Verkäufe  |
| ---------------------------- | ---------------------------------------------------------------------- | --------- |
| Australien (ARIA)            | Platin                                                                 | 70.000    |
| Deutschland (BVMI)           | Gold                                                                   | 150.000   |
| Irland (IRMA)                | Gold                                                                   | 7.500     |
| Japan (RIAJ)                 | 2× Platin                                                              | 500.000   |
| Kanada (MC)                  | Platin                                                                 | 100.000   |
| Mexiko (AMPROFON)            | Gold                                                                   | 50.000    |
| Portugal (AFP)               | Gold                                                                   | 10.000    |
| Russland (NFPF)              | Gold                                                                   | 10.000    |
| Schweiz (IFPI)               | Gold                                                                   | 15.000    |
| Spanien (Promusicae)         | Gold                                                                   | 50.000    |
| Vereinigte Staaten (RIAA)    | Platin                                                                 | 1.771.000 |
| Vereinigtes Königreich (BPI) | Gold                                                                   | 100.000   |
| Insgesamt                    | 8× Gold · 5× Platin ·                                                  | 2.833.500 |

### Unbreakable
| Land/Region     | Auszeichnungen für Musikverkäufe (Land/Region, Auszeichnung, Verkäufe) | Verkäufe |
| --------------- | ---------------------------------------------------------------------- | -------- |
| Japan (RIAJ)    | Platin                                                                 | 250.000  |
| Kanada (MC)     | Gold                                                                   | 50.000   |
| Russland (NFPF) | Gold                                                                   | 10.000   |
| Insgesamt       | 2× Gold · 1× Platin ·                                                  | 310.000  |

### This Is Us
| Land/Region                  | Auszeichnungen für Musikverkäufe (Land/Region, Auszeichnung, Verkäufe) | Verkäufe |
| ---------------------------- | ---------------------------------------------------------------------- | -------- |
| Japan (RIAJ)                 | Platin                                                                 | 250.000  |
| Vereinigtes Königreich (BPI) | Silber                                                                 | 60.000   |
| Insgesamt                    | 1× Silber · 1× Platin ·                                                | 310.000  |

### The Very Best of
| Land/Region                  | Auszeichnungen für Musikverkäufe (Land/Region, Auszeichnung, Verkäufe) | Verkäufe |
| ---------------------------- | ---------------------------------------------------------------------- | -------- |
| Australien (ARIA)            | Gold                                                                   | 35.000   |
| Neuseeland (RMNZ)            | Gold                                                                   | 7.500    |
| Vereinigtes Königreich (BPI) | Gold                                                                   | 100.000  |
| Insgesamt                    | 2× Gold ·                                                              | 142.500  |

### NKOTBSB
| Land/Region                  | Auszeichnungen für Musikverkäufe (Land/Region, Auszeichnung, Verkäufe) | Verkäufe |
| ---------------------------- | ---------------------------------------------------------------------- | -------- |
| Vereinigtes Königreich (BPI) | Gold                                                                   | 100.000  |
| Insgesamt                    | 1× Gold ·                                                              | 100.000  |

### In a World Like This
| Land/Region  | Auszeichnungen für Musikverkäufe (Land/Region, Auszeichnung, Verkäufe) | Verkäufe |
| ------------ | ---------------------------------------------------------------------- | -------- |
| Japan (RIAJ) | Gold                                                                   | 100.000  |
| Insgesamt    | 1× Gold ·                                                              | 100.000  |

### DNA
| Land/Region         | Auszeichnungen für Musikverkäufe (Land/Region, Auszeichnung, Verkäufe) | Verkäufe |
| ------------------- | ---------------------------------------------------------------------- | -------- |
| Kanada (MC)         | Platin                                                                 | 80.000   |
| Kolumbien (ASINCOL) | Gold                                                                   | 5.000    |
| Insgesamt           | 1× Gold · 1× Platin ·                                                  | 85.000   |

## Auszeichnungen nach Singles

### We’ve Got It Goin’ On
| Land/Region        | Auszeichnungen für Musikverkäufe (Land/Region, Auszeichnung, Verkäufe) | Verkäufe |
| ------------------ | ---------------------------------------------------------------------- | -------- |
| Belgien (BRMA)     | Gold                                                                   | 25.000   |
| Deutschland (BVMI) | Gold                                                                   | 250.000  |
| Österreich (IFPI)  | Gold                                                                   | 25.000   |
| Insgesamt          | 3× Gold ·                                                              | 300.000  |

### I’ll Never Break Your Heart
| Land/Region        | Auszeichnungen für Musikverkäufe (Land/Region, Auszeichnung, Verkäufe) | Verkäufe |
| ------------------ | ---------------------------------------------------------------------- | -------- |
| Australien (ARIA)  | Platin                                                                 | 70.000   |
| Deutschland (BVMI) | Gold                                                                   | 250.000  |
| Insgesamt          | 1× Gold · 1× Platin ·                                                  | 320.000  |

### Get Down (You’re the One for Me)
| Land/Region        | Auszeichnungen für Musikverkäufe (Land/Region, Auszeichnung, Verkäufe) | Verkäufe |
| ------------------ | ---------------------------------------------------------------------- | -------- |
| Deutschland (BVMI) | Gold                                                                   | 250.000  |
| Insgesamt          | 1× Gold ·                                                              | 250.000  |

### Quit Playing Games (with My Heart)
| Land/Region                  | Auszeichnungen für Musikverkäufe (Land/Region, Auszeichnung, Verkäufe) | Verkäufe  |
| ---------------------------- | ---------------------------------------------------------------------- | --------- |
| Australien (ARIA)            | Gold                                                                   | 35.000    |
| Dänemark (IFPI)              | Gold                                                                   | 45.000    |
| Deutschland (BVMI)           | Platin                                                                 | 500.000   |
| Österreich (IFPI)            | Gold                                                                   | 25.000    |
| Polen (ZPAV)                 | Gold                                                                   | 10.000    |
| Vereinigte Staaten (RIAA)    | Platin                                                                 | 1.200.000 |
| Vereinigtes Königreich (BPI) | Silber (Physisch) · + Silber (Digital)                                 | 400.000   |
| Insgesamt                    | 2× Silber · 4× Gold · 2× Platin ·                                      | 2.215.000 |

### Anywhere for You
| Land/Region        | Auszeichnungen für Musikverkäufe (Land/Region, Auszeichnung, Verkäufe) | Verkäufe |
| ------------------ | ---------------------------------------------------------------------- | -------- |
| Deutschland (BVMI) | Gold                                                                   | 250.000  |
| Insgesamt          | 1× Gold ·                                                              | 250.000  |

### Everybody (Backstreet’s Back)
| Land/Region                  | Auszeichnungen für Musikverkäufe (Land/Region, Auszeichnung, Verkäufe) | Verkäufe  |
| ---------------------------- | ---------------------------------------------------------------------- | --------- |
| Australien (ARIA)            | 4× Platin                                                              | 280.000   |
| Belgien (BRMA)               | Gold                                                                   | 25.000    |
| Brasilien (PMB)              | Platin                                                                 | 60.000    |
| Dänemark (IFPI)              | Platin                                                                 | 90.000    |
| Deutschland (BVMI)           | Platin                                                                 | 500.000   |
| Frankreich (SNEP)            | Silber                                                                 | 125.000   |
| Italien (FIMI)               | Gold                                                                   | 50.000    |
| Neuseeland (RMNZ)            | 2× Platin                                                              | 60.000    |
| Schweden (IFPI)              | Gold                                                                   | 15.000    |
| Spanien (Promusicae)         | Platin                                                                 | 60.000    |
| Vereinigte Staaten (RIAA)    | Platin                                                                 | 1.200.000 |
| Vereinigtes Königreich (BPI) | 2× Platin                                                              | 1.200.000 |
| Insgesamt                    | 1× Silber · 3× Gold · 13× Platin ·                                     | 3.665.000 |

### As Long as You Love Me
| Land/Region                  | Auszeichnungen für Musikverkäufe (Land/Region, Auszeichnung, Verkäufe) | Verkäufe  |
| ---------------------------- | ---------------------------------------------------------------------- | --------- |
| Australien (ARIA)            | 3× Platin                                                              | 210.000   |
| Belgien (BRMA)               | Gold                                                                   | 25.000    |
| Brasilien (PMB)              | Platin                                                                 | 60.000    |
| Dänemark (IFPI)              | Gold                                                                   | 45.000    |
| Deutschland (BVMI)           | Platin                                                                 | 500.000   |
| Neuseeland (RMNZ)            | Platin                                                                 | 10.000    |
| Niederlande (NVPI)           | Gold                                                                   | 50.000    |
| Schweden (IFPI)              | Platin                                                                 | 30.000    |
| Spanien (Promusicae)         | Gold                                                                   | 30.000    |
| Vereinigtes Königreich (BPI) | Platin                                                                 | 600.000   |
| Insgesamt                    | 4× Gold · 8× Platin ·                                                  | 1.560.000 |

### All I Have to Give
| Land/Region                  | Auszeichnungen für Musikverkäufe (Land/Region, Auszeichnung, Verkäufe) | Verkäufe  |
| ---------------------------- | ---------------------------------------------------------------------- | --------- |
| Australien (ARIA)            | Platin                                                                 | 70.000    |
| Neuseeland (RMNZ)            | Gold                                                                   | 5.000     |
| Schweden (IFPI)              | Gold                                                                   | 15.000    |
| Vereinigte Staaten (RIAA)    | Platin                                                                 | 1.000.000 |
| Vereinigtes Königreich (BPI) | Silber                                                                 | 200.000   |
| Insgesamt                    | 1× Silber · 2× Gold · 2× Platin ·                                      | 1.290.000 |

### I Want It That Way
| Land/Region                  | Auszeichnungen für Musikverkäufe (Land/Region, Auszeichnung, Verkäufe) | Verkäufe  |
| ---------------------------- | ---------------------------------------------------------------------- | --------- |
| Australien (ARIA)            | 5× Platin                                                              | 350.000   |
| Belgien (BRMA)               | Platin                                                                 | 50.000    |
| Brasilien (PMB)              | 2× Platin                                                              | 120.000   |
| Dänemark (IFPI)              | 3× Platin                                                              | 270.000   |
| Deutschland (BVMI)           | 3× Gold                                                                | 900.000   |
| Finnland (IFPI)              | —                                                                      | 31.000    |
| Italien (FIMI)               | Platin                                                                 | 70.000    |
| Japan (RIAJ)                 | 2× Platin (Digital) · + 3× Platin (Ringtone)                           | 1.250.000 |
| Kanada (MC)                  | 9× Platin                                                              | 720.000   |
| Neuseeland (RMNZ)            | 5× Platin                                                              | 150.000   |
| Niederlande (NVPI)           | Gold                                                                   | 50.000    |
| Österreich (IFPI)            | Gold                                                                   | 25.000    |
| Portugal (AFP)               | Platin                                                                 | 10.000    |
| Schweden (IFPI)              | 2× Platin                                                              | 60.000    |
| Schweiz (IFPI)               | Gold                                                                   | 25.000    |
| Spanien (Promusicae)         | 2× Platin                                                              | 120.000   |
| Vereinigte Staaten (RIAA)    | 3× Platin                                                              | 3.000.000 |
| Vereinigtes Königreich (BPI) | 3× Platin                                                              | 1.800.000 |
| Insgesamt                    | 4× Gold · 43× Platin ·                                                 | 8.941.000 |

### Larger Than Life
| Land/Region                  | Auszeichnungen für Musikverkäufe (Land/Region, Auszeichnung, Verkäufe) | Verkäufe |
| ---------------------------- | ---------------------------------------------------------------------- | -------- |
| Australien (ARIA)            | 2× Platin                                                              | 140.000  |
| Kanada (MC)                  | Platin                                                                 | 80.000   |
| Neuseeland (RMNZ)            | Gold                                                                   | 5.000    |
| Schweden (IFPI)              | Gold                                                                   | 15.000   |
| Vereinigtes Königreich (BPI) | Gold                                                                   | 400.000  |
| Insgesamt                    | 3× Gold · 3× Platin ·                                                  | 640.000  |

### Show Me the Meaning of Being Lonely
| Land/Region                  | Auszeichnungen für Musikverkäufe (Land/Region, Auszeichnung, Verkäufe) | Verkäufe |
| ---------------------------- | ---------------------------------------------------------------------- | -------- |
| Australien (ARIA)            | Gold                                                                   | 35.000   |
| Brasilien (PMB)              | Gold                                                                   | 30.000   |
| Dänemark (IFPI)              | Gold                                                                   | 45.000   |
| Deutschland (BVMI)           | Gold                                                                   | 250.000  |
| Kanada (MC)                  | Platin                                                                 | 80.000   |
| Niederlande (NVPI)           | Gold                                                                   | 40.000   |
| Schweden (IFPI)              | Platin                                                                 | 30.000   |
| Vereinigtes Königreich (BPI) | Silber                                                                 | 200.000  |
| Insgesamt                    | 1× Silber · 5× Gold · 2× Platin ·                                      | 700.000  |

### The One
| Land/Region | Auszeichnungen für Musikverkäufe (Land/Region, Auszeichnung, Verkäufe) | Verkäufe |
| ----------- | ---------------------------------------------------------------------- | -------- |
| Kanada (MC) | Gold                                                                   | 40.000   |
| Insgesamt   | 1× Gold ·                                                              | 40.000   |

### Shape of My Heart
| Land/Region                  | Auszeichnungen für Musikverkäufe (Land/Region, Auszeichnung, Verkäufe) | Verkäufe |
| ---------------------------- | ---------------------------------------------------------------------- | -------- |
| Australien (ARIA)            | Platin                                                                 | 70.000   |
| Brasilien (PMB)              | Gold                                                                   | 30.000   |
| Dänemark (IFPI)              | Platin (Physisch) · + Gold (Digital)                                   | 65.000   |
| Deutschland (BVMI)           | Gold                                                                   | 250.000  |
| Japan (RIAJ)                 | Gold                                                                   | 100.000  |
| Neuseeland (RMNZ)            | Platin                                                                 | 10.000   |
| Norwegen (IFPI)              | Gold                                                                   | 10.000   |
| Schweden (IFPI)              | Platin                                                                 | 30.000   |
| Vereinigtes Königreich (BPI) | Silber                                                                 | 200.000  |
| Insgesamt                    | 1× Silber · 5× Gold · 4× Platin ·                                      | 765.000  |

### The Call
| Land/Region     | Auszeichnungen für Musikverkäufe (Land/Region, Auszeichnung, Verkäufe) | Verkäufe |
| --------------- | ---------------------------------------------------------------------- | -------- |
| Dänemark (IFPI) | Platin                                                                 | 20.000   |
| Insgesamt       | 1× Platin ·                                                            | 20.000   |

### More Than That
| Land/Region     | Auszeichnungen für Musikverkäufe (Land/Region, Auszeichnung, Verkäufe) | Verkäufe |
| --------------- | ---------------------------------------------------------------------- | -------- |
| Dänemark (IFPI) | Gold                                                                   | 10.000   |
| Insgesamt       | 1× Gold ·                                                              | 10.000   |

### Drowning
| Land/Region       | Auszeichnungen für Musikverkäufe (Land/Region, Auszeichnung, Verkäufe) | Verkäufe |
| ----------------- | ---------------------------------------------------------------------- | -------- |
| Australien (ARIA) | Gold                                                                   | 35.000   |
| Brasilien (PMB)   | Gold                                                                   | 30.000   |
| Dänemark (IFPI)   | Gold                                                                   | 10.000   |
| Norwegen (IFPI)   | Gold                                                                   | 25.000   |
| Insgesamt         | 4× Gold ·                                                              | 100.000  |

### Incomplete
| Land/Region               | Auszeichnungen für Musikverkäufe (Land/Region, Auszeichnung, Verkäufe) | Verkäufe |
| ------------------------- | ---------------------------------------------------------------------- | -------- |
| Australien (ARIA)         | 2× Platin                                                              | 140.000  |
| Brasilien (PMB)           | Gold                                                                   | 30.000   |
| Vereinigte Staaten (RIAA) | Gold                                                                   | 500.000  |
| Insgesamt                 | 2× Gold · 2× Platin ·                                                  | 670.000  |

### Inconsolable
| Land/Region     | Auszeichnungen für Musikverkäufe (Land/Region, Auszeichnung, Verkäufe) | Verkäufe |
| --------------- | ---------------------------------------------------------------------- | -------- |
| Brasilien (PMB) | Gold                                                                   | 30.000   |
| Japan (RIAJ)    | Gold                                                                   | 100.000  |
| Insgesamt       | 2× Gold ·                                                              | 130.000  |

### Straight Through My Heart
| Land/Region  | Auszeichnungen für Musikverkäufe (Land/Region, Auszeichnung, Verkäufe) | Verkäufe |
| ------------ | ---------------------------------------------------------------------- | -------- |
| Japan (RIAJ) | Platin                                                                 | 200.000  |
| Insgesamt    | 1× Platin ·                                                            | 200.000  |

### God, Your Mama, and Me
| Land/Region               | Auszeichnungen für Musikverkäufe (Land/Region, Auszeichnung, Verkäufe) | Verkäufe  |
| ------------------------- | ---------------------------------------------------------------------- | --------- |
| Vereinigte Staaten (RIAA) | 2× Platin                                                              | 2.000.000 |
| Insgesamt                 | 2× Platin ·                                                            | 2.000.000 |

### Don’t Go Breaking My Heart
| Land/Region       | Auszeichnungen für Musikverkäufe (Land/Region, Auszeichnung, Verkäufe) | Verkäufe |
| ----------------- | ---------------------------------------------------------------------- | -------- |
| Australien (ARIA) | Gold                                                                   | 35.000   |
| Brasilien (PMB)   | Gold                                                                   | 20.000   |
| Kanada (MC)       | Gold                                                                   | 40.000   |
| Insgesamt         | 3× Gold ·                                                              | 95.000   |

### Chances
| Land/Region | Auszeichnungen für Musikverkäufe (Land/Region, Auszeichnung, Verkäufe) | Verkäufe |
| ----------- | ---------------------------------------------------------------------- | -------- |
| Kanada (MC) | Gold                                                                   | 40.000   |
| Insgesamt   | 1× Gold ·                                                              | 40.000   |

### No Place
| Land/Region     | Auszeichnungen für Musikverkäufe (Land/Region, Auszeichnung, Verkäufe) | Verkäufe |
| --------------- | ---------------------------------------------------------------------- | -------- |
| Brasilien (PMB) | Gold                                                                   | 20.000   |
| Kanada (MC)     | Gold                                                                   | 40.000   |
| Insgesamt       | 2× Gold ·                                                              | 60.000   |

## Auszeichnungen nach Liedern

### Christmas Time
| Land/Region     | Auszeichnungen für Musikverkäufe (Land/Region, Auszeichnung, Verkäufe) | Verkäufe |
| --------------- | ---------------------------------------------------------------------- | -------- |
| Dänemark (IFPI) | Gold                                                                   | 45.000   |
| Insgesamt       | 1× Gold ·                                                              | 45.000   |

## Auszeichnungen nach Musikstreamings

### I Want It That Way
| Land/Region     | Auszeichnungen für Musikverkäufe (Land/Region, Auszeichnung, Verkäufe) | Verkäufe   |
| --------------- | ---------------------------------------------------------------------- | ---------- |
| Dänemark (IFPI) | Gold                                                                   | 900.000    |
| Japan (RIAJ)    | Gold                                                                   | 50.000.000 |
| Insgesamt       | 2× Gold ·                                                              | 50.900.000 |

## Auszeichnungen nach Videoalben

### Backstreet Boys
| Land/Region                  | Auszeichnungen für Musikverkäufe (Land/Region, Auszeichnung, Verkäufe) | Verkäufe |
| ---------------------------- | ---------------------------------------------------------------------- | -------- |
| Vereinigtes Königreich (BPI) | Gold                                                                   | 25.000   |
| Insgesamt                    | 1× Gold ·                                                              | 25.000   |

### Live in Concert
| Land/Region                  | Auszeichnungen für Musikverkäufe (Land/Region, Auszeichnung, Verkäufe) | Verkäufe |
| ---------------------------- | ---------------------------------------------------------------------- | -------- |
| Deutschland (BVMI)           | Platin                                                                 | 50.000   |
| Kanada (MC)                  | Diamant                                                                | 100.000  |
| Vereinigtes Königreich (BPI) | Gold                                                                   | 25.000   |
| Insgesamt                    | 1× Gold · 1× Platin · 1× Diamant ·                                     | 175.000  |

### The Video
| Land/Region        | Auszeichnungen für Musikverkäufe (Land/Region, Auszeichnung, Verkäufe) | Verkäufe |
| ------------------ | ---------------------------------------------------------------------- | -------- |
| Deutschland (BVMI) | 4× Platin                                                              | 200.000  |
| Kanada (MC)        | 2× Diamant                                                             | 200.000  |
| Insgesamt          | 4× Platin · 2× Diamant ·                                               | 400.000  |

### All Access Video
| Land/Region               | Auszeichnungen für Musikverkäufe (Land/Region, Auszeichnung, Verkäufe) | Verkäufe |
| ------------------------- | ---------------------------------------------------------------------- | -------- |
| Vereinigte Staaten (RIAA) | 6× Platin                                                              | 600.000  |
| Insgesamt                 | 6× Platin ·                                                            | 600.000  |

### Backstreet’s Back – Behind the Scenes
| Land/Region                  | Auszeichnungen für Musikverkäufe (Land/Region, Auszeichnung, Verkäufe) | Verkäufe |
| ---------------------------- | ---------------------------------------------------------------------- | -------- |
| Australien (ARIA)            | Gold                                                                   | 7.500    |
| Deutschland (BVMI)           | Platin                                                                 | 50.000   |
| Kanada (MC)                  | Diamant                                                                | 100.000  |
| Vereinigtes Königreich (BPI) | Platin                                                                 | 50.000   |
| Insgesamt                    | 1× Gold · 2× Platin · 1× Diamant ·                                     | 207.500  |

### A Night Out with the Backstreet Boys
| Land/Region                  | Auszeichnungen für Musikverkäufe (Land/Region, Auszeichnung, Verkäufe) | Verkäufe |
| ---------------------------- | ---------------------------------------------------------------------- | -------- |
| Vereinigte Staaten (RIAA)    | 3× Platin                                                              | 300.000  |
| Vereinigtes Königreich (BPI) | Platin                                                                 | 50.000   |
| Insgesamt                    | 4× Platin ·                                                            | 350.000  |

### Homecoming: Live in Orlando
| Land/Region               | Auszeichnungen für Musikverkäufe (Land/Region, Auszeichnung, Verkäufe) | Verkäufe |
| ------------------------- | ---------------------------------------------------------------------- | -------- |
| Vereinigte Staaten (RIAA) | 3× Platin                                                              | 300.000  |
| Insgesamt                 | 3× Platin ·                                                            | 300.000  |

### Around the World
| Land/Region               | Auszeichnungen für Musikverkäufe (Land/Region, Auszeichnung, Verkäufe) | Verkäufe |
| ------------------------- | ---------------------------------------------------------------------- | -------- |
| Vereinigte Staaten (RIAA) | Platin                                                                 | 100.000  |
| Insgesamt                 | 1× Platin ·                                                            | 100.000  |

### The Greatest Video Hits: Chapter One
| Land/Region                  | Auszeichnungen für Musikverkäufe (Land/Region, Auszeichnung, Verkäufe) | Verkäufe |
| ---------------------------- | ---------------------------------------------------------------------- | -------- |
| Japan (RIAJ)                 | Gold                                                                   | 100.000  |
| Vereinigtes Königreich (BPI) | Gold                                                                   | 25.000   |
| Insgesamt                    | 2× Gold ·                                                              | 125.000  |

### The Hits
| Land/Region               | Auszeichnungen für Musikverkäufe (Land/Region, Auszeichnung, Verkäufe) | Verkäufe |
| ------------------------- | ---------------------------------------------------------------------- | -------- |
| Vereinigte Staaten (RIAA) | Platin                                                                 | 100.000  |
| Insgesamt                 | 1× Platin ·                                                            | 100.000  |

## Statistik und Quellen
| Land/RegionAuszeichnungen für Musikverkäufe (Land/Region, Auszeichnungen, Verkäufe, Quellen) | Silber     | Gold         | Platin         | Diamant       | Verkäufe     | Quellen                                                        |
| -------------------------------------------------------------------------------------------- | ---------- | ------------ | -------------- | ------------- | ------------ | -------------------------------------------------------------- |
| Argentinien (CAPIF)                                                                          | —          | Gold1        | 12× Platin12   | —             | 740.000      | capif.org.ar (Memento vom 6. Juli 2011 im Internet Archive)    |
| Australien (ARIA)                                                                            | —          | 6× Gold6     | 32× Platin32   | —             | 2.422.500    | aria.com.au                                                    |
| Belgien (BRMA)                                                                               | —          | 5× Gold5     | 6× Platin6     | —             | 425.000      | ultratop.be                                                    |
| Brasilien (PMB)                                                                              | —          | 7× Gold7     | 11× Platin11   | —             | 2.055.000    | pro-musicabr.org.br                                            |
| Chile (IFPI)                                                                                 | —          | —            | Platin1        | —             | 50.000       | Einzelnachweise                                                |
| Dänemark (IFPI)                                                                              | —          | 9× Gold9     | 14× Platin14   | —             | 890.000      | ifpi.dk hitlisten.nu                                           |
| Deutschland (BVMI)                                                                           | —          | 11× Gold11   | 16× Platin16   | —             | 7.650.000    | musikindustrie.de                                              |
| Europa (IFPI)                                                                                | —          | —            | 11× Platin11   | —             | (11.000.000) | ifpi.org (Memento vom 1. Januar 2014 im Internet Archive)      |
| Finnland (IFPI)                                                                              | —          | 2× Gold2     | 2× Platin2     | —             | 171.390      | ifpi.fi                                                        |
| Frankreich (SNEP)                                                                            | Silber1    | 2× Gold2     | —              | —             | 325.000      | infodisc.fr                                                    |
| Hongkong (IFPI/HKRIA)                                                                        | —          | —            | 3× Platin3     | —             | 60.000       | ifpihk.org                                                     |
| Indien (IMI)                                                                                 | —          | —            | Platin1        | —             | 50.000       | Einzelnachweise                                                |
| Irland (IRMA)                                                                                | —          | Gold1        | —              | —             | 7.500        | irishcharts.ie                                                 |
| Italien (FIMI)                                                                               | —          | Gold1        | 6× Platin6     | —             | 640.000      | fimi.it                                                        |
| Japan (RIAJ)                                                                                 | —          | 7× Gold7     | 17× Platin17   | Diamant1      | 5.650.000    | riaj.or.jp JP2                                                 |
| Kanada (MC)                                                                                  | —          | 5× Gold5     | 13× Platin13   | 7× Diamant7   | 5.839.000    | musiccanada.com                                                |
| Kolumbien (ASINCOL)                                                                          | —          | 2× Gold2     | —              | —             | 35.000       | Einzelnachweise                                                |
| Malaysia (RIM)                                                                               | —          | —            | Platin1        | —             | 50.000       | Einzelnachweise                                                |
| Mexiko (AMPROFON)                                                                            | —          | 4× Gold4     | 7× Platin7     | —             | 1.475.000    | amprofon.com.mx                                                |
| Neuseeland (RMNZ)                                                                            | —          | 4× Gold4     | 15× Platin15   | —             | 343.000      | aotearoamusiccharts.co.nz NZ2 NZ3                              |
| Niederlande (NVPI)                                                                           | —          | 3× Gold3     | 7× Platin7     | —             | 770.000      | nvpi.nl                                                        |
| Norwegen (IFPI)                                                                              | —          | 3× Gold3     | 2× Platin2     | —             | 160.000      | ifpi.no (Memento vom 5. November 2012 im Internet Archive)     |
| Österreich (IFPI)                                                                            | —          | 6× Gold6     | 4× Platin4     | —             | 345.000      | ifpi.at                                                        |
| Philippinen (PARI)                                                                           | —          | —            | Platin1        | —             | 40.000       | Einzelnachweise                                                |
| Polen (ZPAV)                                                                                 | —          | 2× Gold2     | 2× Platin2     | —             | 260.000      | olis.pl                                                        |
| Portugal (AFP)                                                                               | —          | Gold1        | 3× Platin3     | —             | 100.000      | Einzelnachweise                                                |
| Russland (NFPF)                                                                              | —          | 2× Gold2     | —              | —             | 20.000       | 2m-online.ru                                                   |
| Schweden (IFPI)                                                                              | —          | 4× Gold4     | 10× Platin10   | —             | 655.000      | sverigetopplistan.se                                           |
| Schweiz (IFPI)                                                                               | —          | 3× Gold3     | 8× Platin8     | —             | 440.000      | hitparade.ch                                                   |
| Singapur (RIAS)                                                                              | —          | —            | Platin1        | —             | 15.000       | Einzelnachweise                                                |
| Spanien (Promusicae)                                                                         | —          | 3× Gold3     | 21× Platin21   | —             | 2.110.000    | elportaldemusica.es ES2                                        |
| Südafrika (RISA)                                                                             | —          | —            | 2× Platin2     | —             | 100.000      | mi2n.com                                                       |
| Südkorea (KMCA)                                                                              | —          | —            | 4× Platin4     | —             | 250.000      | Einzelnachweise                                                |
| Thailand (TECA)                                                                              | —          | —            | Platin1        | —             | 130.000      | Einzelnachweise                                                |
| Uruguay (CUD)                                                                                | —          | —            | 2× Platin2     | —             | 12.000       | cudisco.org (Memento vom 9. Dezember 2004 im Internet Archive) |
| Venezuela (APFV)                                                                             | —          | —            | Platin1        | —             | 20.000       | Einzelnachweise                                                |
| Vereinigte Staaten (RIAA)                                                                    | —          | Gold1        | 39× Platin39   | 2× Diamant2   | 48.783.000   | riaa.com                                                       |
| Vereinigtes Königreich (BPI)                                                                 | 7× Silber7 | 9× Gold9     | 13× Platin13   | —             | 7.395.000    | bpi.co.uk                                                      |
| Insgesamt                                                                                    | 8× Silber8 | 104× Gold104 | 288× Platin288 | 10× Diamant10 |              |                                                                |